# Sender Eyachtal
Der Sender Eyachtal ist eine Sendeanlage des Südwestrundfunks (ehemals Südwestfunk), die sich in ca. 860 Meter Höhe auf dem Malesfelsen südöstlich von Ebingen befindet. Im Jahr 2010 wurde der Antennenträger, früher ein Gittermast, erneuert. Der heutige Betonmast hat eine Höhe von 40 Metern. Darüber ist die UKW-Sendeantenne an einem etwa 4 Meter langen Aufsatzrohr montiert.
Die Sendeanlage versorgt einige Tallagen am Oberlauf der Eyach, die aufgrund der Topographie kein ausreichendes Signal vom Sender Raichberg empfangen können.

## Frequenzen und Programme

### Digitales Radio (DAB)
Seit dem 5. September 2023 wird vom Sender Eyachtal auch das digitale Radio DAB+ verbreitet. Damit verbessert sich der Empfang in Albstadt-Ebingen, Albstadt-Lautlingen sowie in Teilen von Straßberg und entlang der B463.
| Block                  | Programme (Datendienste) | ERP (kW) | Antennen- diagramm rund (ND), gerichtet (D) | Polarisation horizontal (H)/ vertikal (V) | Gleichwellennetz (SFN) |
| ---------------------- | --- | -------- | ------------------------------------------- | ----------------------------------------- | --- |
| 8D SWR BW S (D__00235) | DAB+ Block des SWR - SWR1 BW (112 kbps) - SWR Kultur (128 kbps) - SWR3 (Rheinland bis Bodensee) (112 kbps) - SWR4 FN (Studio Friedrichshafen) (112 kbps) - SWR4 FR (Südbaden) (112 kbps) - SWR4 S (Studio Stuttgart) (112 kbps) - SWR4 TU (Studio Tübingen) (112 kbps) - SWR4 UL (Studio Ulm) (112 kbps) - SWR Aktuell (72 kbps) - DASDING (112 kbps) - EPG (24 kbps) - TPEG (16 kbps) | 0,8      | ND                                          | V                                         | Bad Urach, Baiersbronn, Blauen, Brandenkopf, Eggberg (Bad Säckingen), Elzach Elztal, Eyachtal (Albstadt-Ebingen), Feldberg im Schwarzwald, Freiburg (Schönberg), Hornisgrinde, Raichberg, Reutlingen (Scheibengipfel), Reifersberg, Schramberg, Rottweil (Deilingen), Schutterlindenberg, Sigmaringen, Ulm/Kuhberg, Villingen-Schwenningen, Wannenberg, Witthoh |

### Analoger Hörfunk (UKW)
| Frequenz (MHz) | Programm               | RDS PS   | RDS PI | Regionalisierung | ERP (kW) | Antennendiagramm rund (ND)/gerichtet (D) | Polarisation horizontal (H)/vertikal (V) |
| -------------- | ---------------------- | -------- | ------ | ---------------- | -------- | ---------------------------------------- | ---------------------------------------- |
| 87,8           | DASDING                | DASDING_ | D3A5   | –                | 0,5      | D (30–350°)                              | H                                        |
| 99,5           | SWR4 Baden-Württemberg | SWR4_TU_ | D704   | Tübingen         | 0,1      | ND                                       | H                                        |

### Analoges Fernsehen (PAL)
Vor der Umstellung auf DVB-T diente der Sendestandort auch für analoges Fernsehen:
| Kanal | Frequenz (MHz) | Programm        | ERP (kW) | Sendediagramm rund (ND)/ gerichtet (D) | Polarisation horizontal (H)/ vertikal (V) |
| ----- | -------------- | --------------- | -------- | -------------------------------------- | ----------------------------------------- |
| 38    | 607,25         | Das Erste (SWR) | 0,004    | D                                      | H                                         |